# 1. Liga (Tschechoslowakei) 1961/62
Die Spielzeit 1961/62 der 1. Liga  war die 19. reguläre Austragung der höchsten Eishockeyspielklasse der Tschechoslowakei. Mit 51 Punkten nach der Finalrunde setzte sich Rudá Hvězda Brno durch. Für die Mannschaft war es ihr insgesamt siebter tschechoslowakischer Meistertitel.

## Modus
Wie in der Vorsaison nahmen zwölf Mannschaften am Spielbetrieb der 1. Liga teil, die die Hauptrunde in einer gemeinsamen Gruppe bestritten. Nach Durchführung von Hin- und Rückspiel betrug die Gesamtanzahl der Spiele pro Mannschaft 22 Spiele. Anschließend spielten die ersten sechs Mannschaften den Meister aus, und die restlichen sechs Mannschaften spielten um den Klassenerhalt. Meister wurde der Gewinner der Finalrunde. Die beiden letztplatzierten Mannschaften der Abstiegsrunde stiegen direkt in die 2. Liga ab. Sowohl Final- als auch Abstiegsrunde fanden in Hin- und Rückspiel statt, so dass jede Mannschaft noch einmal zehn Spiele bestritt. Die Punkte aus der Hauptrunde wurden in beiden Gruppen übernommen.

## Hauptrunde
| Pl. | Team                    | Sp. | S  | U | N  | Torv.  | Pkt. |
| --- | ----------------------- | --- | -- | - | -- | ------ | ---- |
| 1.  | Slovan ÚNV Bratislava   | 22  | 16 | 3 | 3  | 119:58 | 35   |
| 2.  | Rudá Hvězda Brno        | 22  | 16 | 2 | 4  | 129:65 | 34   |
| 3.  | Spartak Praha Sokolovo  | 22  | 14 | 2 | 6  | 98:57  | 30   |
| 4.  | ASD Dukla Jihlava       | 22  | 14 | 1 | 7  | 90:80  | 29   |
| 5.  | Tesla Pardubice         | 22  | 10 | 3 | 9  | 93:91  | 23   |
| 6.  | TJ Spartak LZ Plzeň     | 22  | 10 | 3 | 9  | 74:78  | 23   |
| 7.  | VŽKG Ostrava            | 22  | 9  | 4 | 9  | 80:75  | 22   |
| 8.  | TJ SONP Kladno          | 22  | 8  | 3 | 11 | 97:112 | 19   |
| 9.  | VTŽ Chomutov            | 22  | 8  | 0 | 14 | 73:111 | 16   |
| 10. | VTJ Dukla Litoměřice    | 22  | 5  | 2 | 15 | 84:132 | 12   |
| 11. | SZ Litvínov             | 22  | 3  | 5 | 14 | 80:113 | 11   |
| 12. | Slavoj České Budějovice | 22  | 3  | 4 | 15 | 82:135 | 10   |

## Finalrunde
| Pl. | Team                   | Sp. | S  | U | N  | Torv.   | Pkt. |
| --- | ---------------------- | --- | -- | - | -- | ------- | ---- |
| 1.  | Rudá Hvězda Brno       | 32  | 24 | 3 | 5  | 183:91  | 51   |
| 2.  | Slovan ÚNV Bratislava  | 32  | 22 | 5 | 5  | 161:83  | 49   |
| 3.  | Dukla Jihlava          | 32  | 20 | 3 | 9  | 136:115 | 43   |
| 4.  | Spartak Praha Sokolovo | 32  | 18 | 2 | 12 | 123:98  | 38   |
| 5.  | TJ Spartak LZ Plzeň    | 32  | 13 | 4 | 15 | 100:113 | 30   |
| 6.  | Tesla Pardubice        | 32  | 10 | 3 | 19 | 118:150 | 23   |

### Meistermannschaft von Rudá Hvězda Brno
| Torhüter      | Vladimír Nadrchal, Karel Ševčík |
| Abwehrspieler | Rudolf Potsch, Ladislav Olejník, František Mašláň, Jaromír Meixner, Jan Soukup, Jiří Andrt |
| Stürmer       | Vlastimil Bubník, Václav Pantůček, Bronislav Danda, Rudolf Scheuer, František Vaněk, Josef Černý, Slavomír Bartoň, Jaroslav Jiřík, Karel Šuna, František Ševčík, Zdenék Kepák, Ivo Winkler, Karel Skopal, Vladimír Šubrt |
| Trainer       | Vladimír Bouzek |

## Abstiegsrunde
| Pl. | Team                    | Sp. | S  | U | N  | Torv.   | Pkt. |
| --- | ----------------------- | --- | -- | - | -- | ------- | ---- |
| 7.  | TJ SONP Kladno          | 32  | 17 | 4 | 11 | 175:148 | 38   |
| 8.  | VŽKG Ostrava            | 32  | 11 | 6 | 15 | 120:114 | 28   |
| 9.  | VTŽ Chomutov            | 32  | 12 | 0 | 20 | 119:171 | 24   |
| 10. | Slavoj České Budějovice | 32  | 8  | 5 | 19 | 134:191 | 21   |
| 11. | SZ Litvínov             | 32  | 7  | 6 | 19 | 123:163 | 20   |
| 12. | VTJ Dukla Litoměřice    | 32  | 8  | 3 | 21 | 130:185 | 19   |

Bester Torschütze der Liga wurde Josef Vimmer von TJ SONP Kladno, der in den 32 Spielen seiner Mannschaft 38 Tore erzielte.

## 1. Liga-Qualifikation
Die beiden Sieger ihrer jeweiligen 2. Liga-Gruppe, Spartak Zbrojovka Brno und Tatra Kolín, sollten ursprünglich für die nächste Spielzeit in die 1. Liga aufsteigen. Tatra Kolín verzichtete jedoch auf sein Aufstiegsrecht, so dass Litvínov als Vorletzter in der 1. Liga bleiben durfte und Spartak Brno einziger Aufsteiger war.